# Jouy-en-Josas
Jouy-en-Josas este o comună în departamentul Yvelines din regiunea Île-de-France din Franța. Este situat în suburbiile exterioare de sud-vest ale Parisului, la 16,4 kilometri (10,2 mi) de centrul Parisului, pe granița departamentală cu Essonne.
Orașul este renumit în lume pentru că găzduiește campusul principal al școlii HEC Paris din 1964.

## Geografie
Jouy-en-Josas este la patru kilometri la sud-est de Versailles și la 19 km la sud-vest de Paris, în mijlocul văii râului Bièvre. Jumătate din Jouy-en-Josas este acoperit de pădure.
Comunele care înconjoară Jouy-en-Josas sunt Vélizy-Villacoublay la nord-est, Bièvres la est, Saclay la sud, Toussus-le-Noble la extrem sud-vest, Les Loges-en-Josas la vest, Buc la nord-vest și Versailles la nord-nord-vest.

## Istorie
Jouy este o traducere directă a latinei gaudium, ambele însemnând „bucurie”. Josas era numele antic al arhidiaconatului arhiepiscopului Parisului. Deși multe descoperiri din diverse părți ale orașului atestă că acolo a existat odinioară prezență galo-romană, primele urme ale construcției unui sat sunt din secolul al IX-lea. Stimulată de prezența călugărilor din mănăstirea Saint-Germain-des-Prés din Paris, Jouy a crescut rapid, dar populația a fost masacrată progresiv în secolul al XIV-lea de o serie de războaie și epidemii. Până în 1466, în sat mai erau doar trei case.
De la acea dată înainte, Jouy a devenit casa mai multor familii aristocratice. O serie de seigneurs din Jouy au avut relații strânse cu regii: Antoine d'Aquin a fost medicul personal al lui Ludovic al XIV-lea, iar nepotul său, Antoine-Louis de Rouillé, a devenit secretar de stat al Marinei și Afacerilor Externe sub Ludovic al XV-lea.
În 1759, Christophe-Philippe Oberkampf, un antreprenor de origini germane, s-a mutat la Jouy-en-Josas și a deschis acolo o fabrică, care producea toile de Jouy, o țesătură de bumbac imprimată cu viniete izolate gravate cu personaje istorice sau peisaje, tipărite de obicei în roșu sau verde pe bumbac alb. A devenit primul primar al orașului în 1790. Industria a început să intre în declin în 1799 și chiar mai mult în 1815, când Napoleon a fost detronat și Oberkampf a murit. Motto-ul lui Oberkampf, " Recte et Viligenter ", latină pentru "Dreptate și vigilență", a fost folosit de comună pentru stema sa.
Fundația Cartier pentru Artă Contemporană s-a stabilit în Jouy-en-Josas pentru o scurtă perioadă de timp, înainte de a se muta pe Bulevardul Raspail din Paris. Jouy este, de asemenea, campusul HEC School of Management, una dintre renumitele grandes écoles, care s-a mutat acolo de la Paris în 1964.

## Obiective turistice principale
- Biserica romano-catolică Sf. Martin este un reper al orașului, caracterizată prin turnul-clopotniță. Cele mai vechi părți ale bisericii actuale datează din secolul al XIII-lea. În interior se pot admira multe statui și sculpturi, dintre care o statuie a Fecioarei Maria este cea mai proeminentă. Biserica mai păstrează o pictură a lui Iisus din secolul al XIX-lea, a pictorului puțin cunoscut Félix Hullin de Boischevalier (1808-1889)
- Mormântul lui Christophe-Philippe Oberkampf
- Chateau de l'Églantine, construit de Maréchal Canrobert, este acum un muzeu despre toile de Jouy și istoria sa.
- Château de Vilvert, construit pentru baronul Cabrol de Monté, primarul orașului Jouy din 1868 până în 1879.
- Casa lui Léon Blum și a verișoarei sale și a treia soție, Jeanne, care s-au stabilit în Jouy după cel de-al Doilea Război Mondial. Casa, numită Clos des Metz, are un birou și o bibliotecă păstrate așa cum le-a avut Leon Blum.

## Demografie
Locuitorii sunt numiți „Jovaciens” și „Jovaciennes”.

## Economie
Jouy-en-Josas are o rată a șomajului foarte scăzută. Conform datelor din 1999, rata șomajului în Jouy a fost de doar 5,4%, față de o rată națională de 12,9%. Venitul unui jovacian mediu este de două ori mai mare decât media națională: jovacianul mediu câștigă în jur de 43.934 de euro pe an, comparativ cu media franceză de 20.363 de euro. Numai în 2004 au fost înființate 41 de companii în Jouy-en-Josas. Se estimează că orașul are aproximativ 400 de afaceri în toate sectoarele economiei. Orașul găzduiește atât mici afaceri tradiționale franceze, cât și artizani. Zona din jurul Petit Robinson a atras și multe industrii terțiare.
Jouy-en-Josas găzduiește o serie de centre de învățământ superior și de cercetare eminente, cum ar fi HEC School of Management, CRC (Centrul de Cercetare și Studii Manageriale) și INRA (Institutul Național de Cercetare Agronomică).

## Transport
Jouy-en-Josas este deservită de două stații de pe linia RER C din Paris: Vauboyen și Jouy-en-Josas.

## Orașe înfrățite
- Meckesheim, Germany
- Bothwell, United Kingdom
- Gif-sur-Yvette, France

## Galerie de imagini

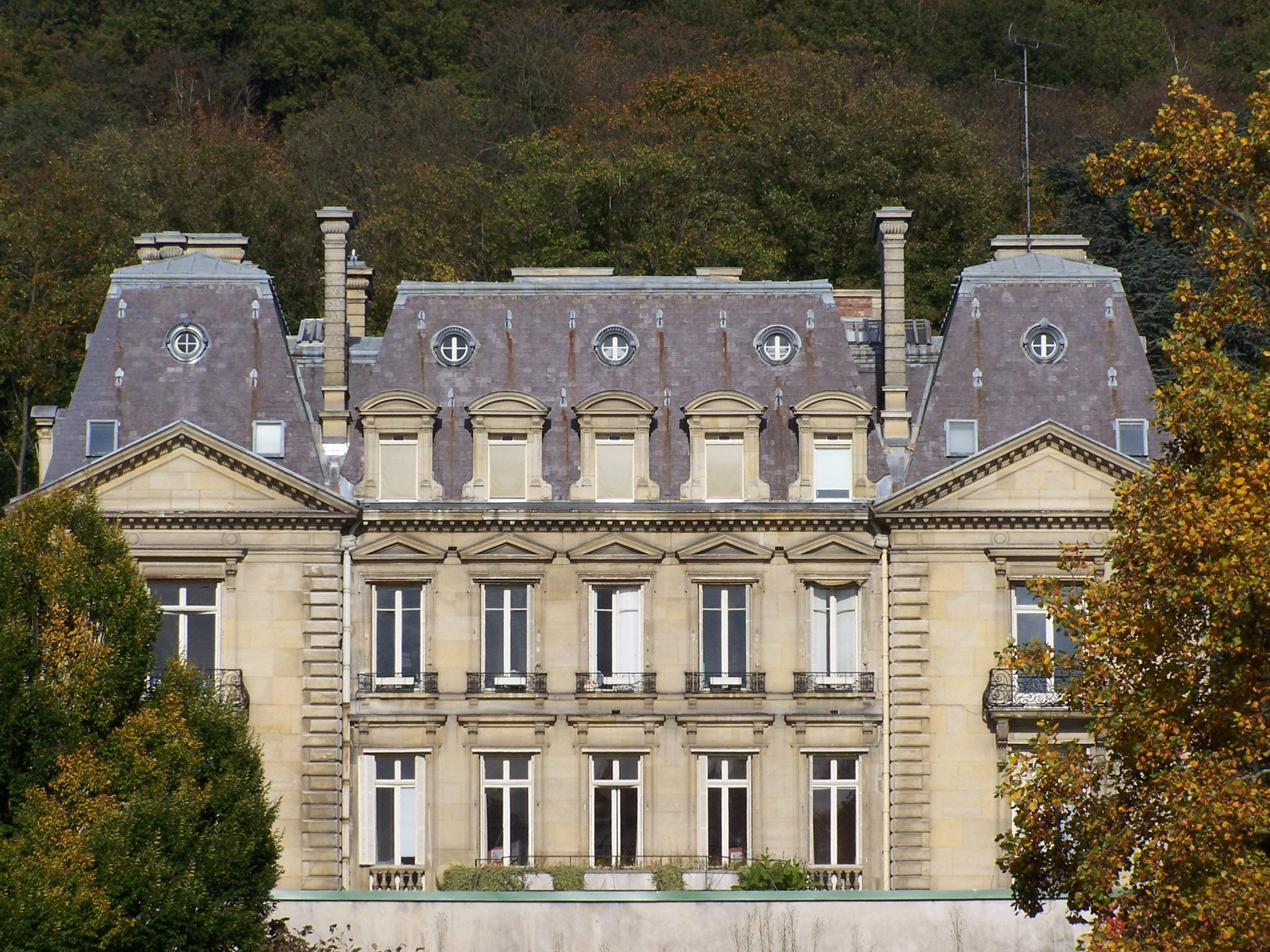
Château de Vilvert
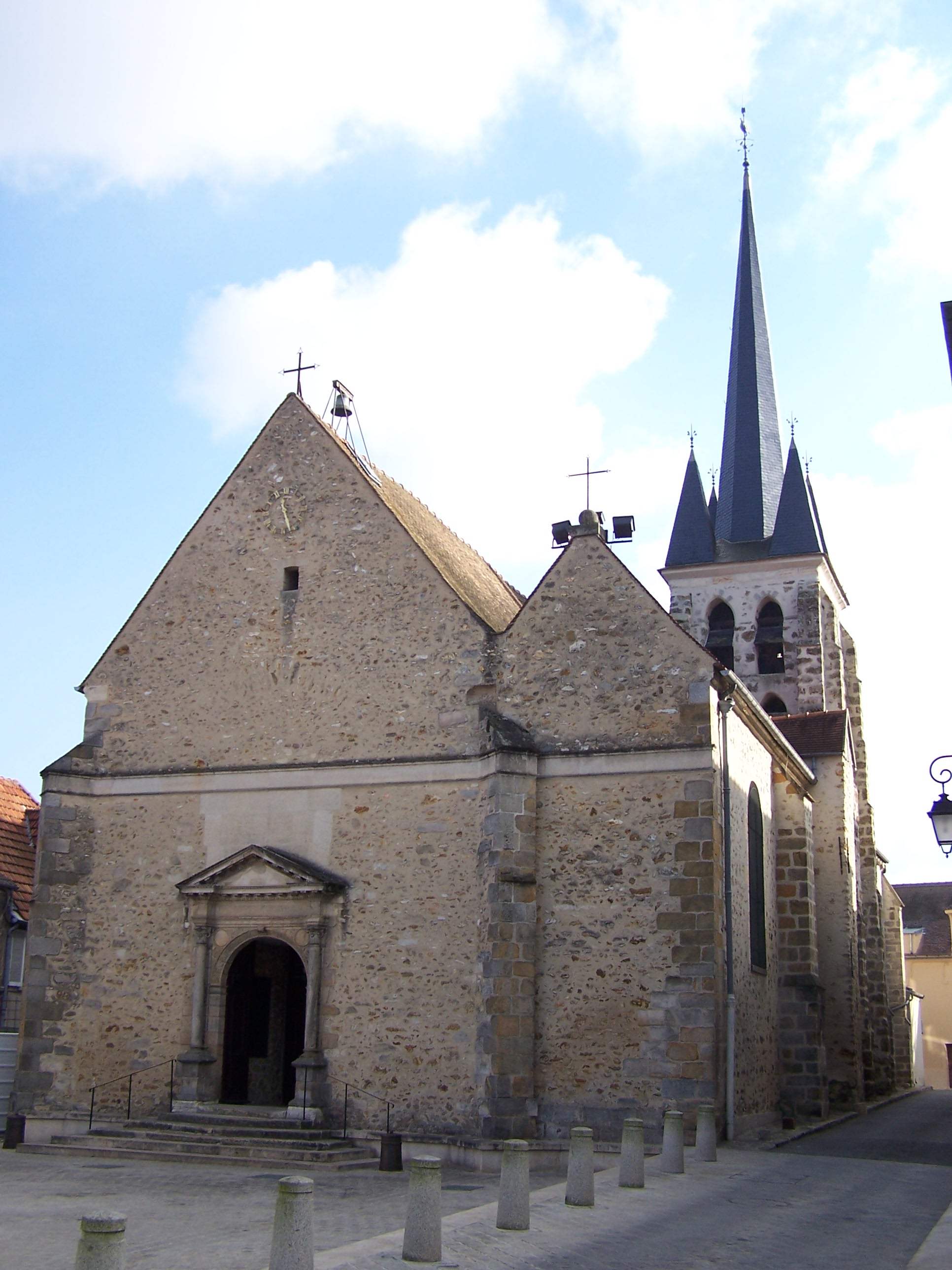
Biserica St-Martin
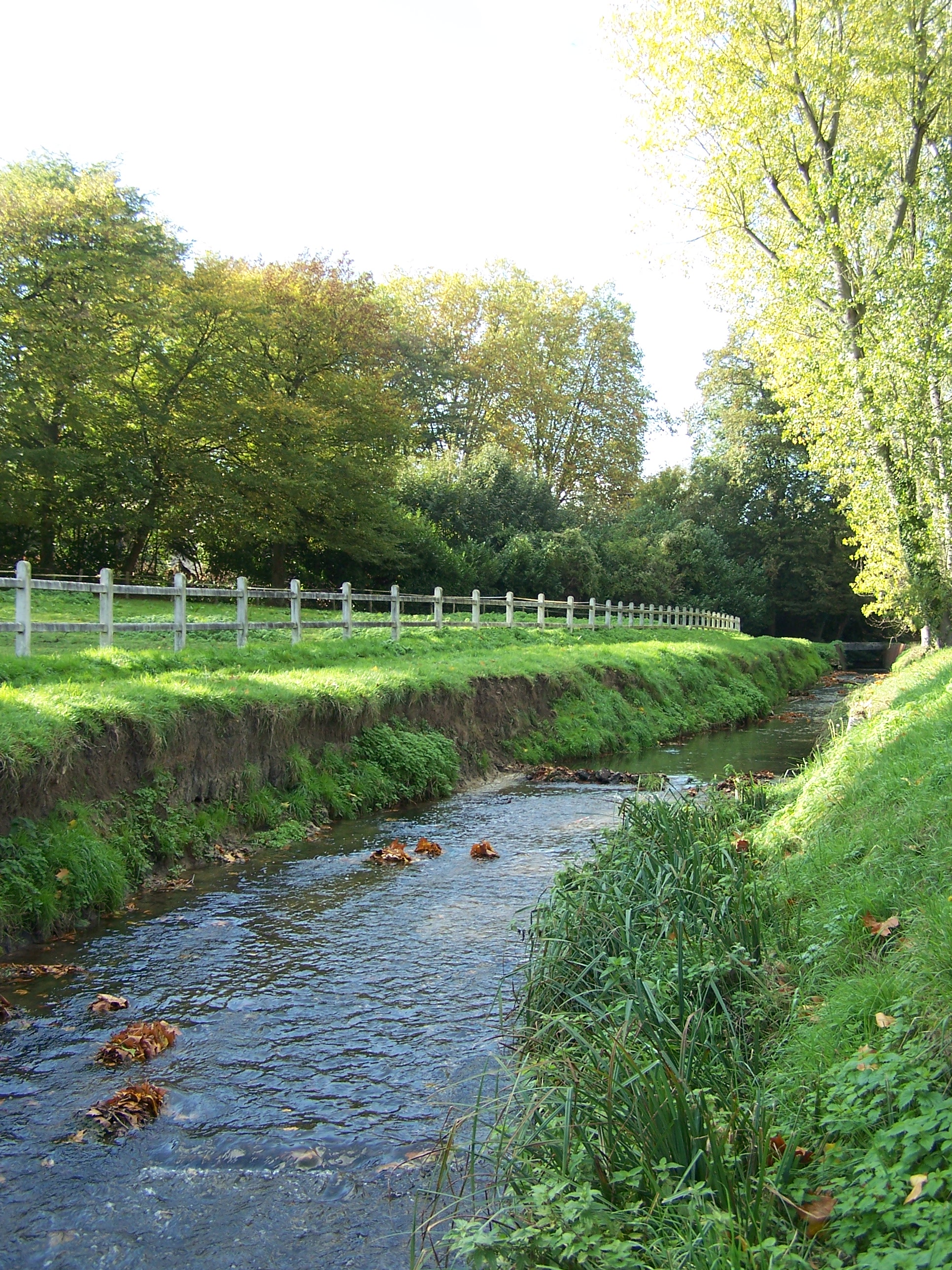
Râul Bièvre trecând prin Jouy